# Messerschmitt Me Libelle
El Messerschmitt Libelle es un proyecto para un avión de combate desarrollado por el diseñador de aviones alemanes Messerschmitt .

## Características
- Envergadura: 7 m (22' 11.8")
- Longitud: 7.3 m (23' 11.6")
- Velocidad máxima:Desconocida

## Desarrollo
El "Libélula" era un proyecto llamado "Miniaturjäger. Estos fueron diseños de aviones de combate que eran tan pequeños y simples como fueran posible de ser desarrollados y construidos. El diseño era, en forma de huevo torso corto. Se le instaló el motor a reacción Heinkel -Hirth He S 011 . El conjunto timón-estabilizador era de disposición en «V» y se hallaba al final de una larga y delgada cola. Este caza utilizaba un tren de aterrizaje de tipo triciclo. En su desarrollo no se contempló ningún tipo de armamento, aunque es probable que, en su fuselaje «huevo», habría podido albergar dos cañones MK 108 de 30 mm.